# Лиепа, Ингрид
Ингрид Лиепа (англ. Ingrid Liepa; род. 24 марта 1966 года, в Оттаве, Канада) — канадская конькобежка и эколог. Участница зимних Олимпийских игр 1994 и 1998 годов, 4-кратная чемпионка Канады и 2-кратная призёр чемпионата Канады, 7-кратная рекордсменка Канады.

## Биография
Ингрид Лиепа родилась в семье родителей-эмигрантов. Её мать Эдит Шмидт была уроженкой Германии, а отец Эгильс Лиепа родился в Латвии. Они познакомились сразу после 2-й мировой войны в Западной Германии, где отец изучал немецкую медицину. В 1951 году они переехали в Канаду, где у них родились четверо детей. Ингрид была самой младшей.    
Конькобежным спортом она занялась довольно поздно, в возрасте 24 лет, когда училась на первом курсе в Университете Калгари. Уже в декабре 1990 года дебютировала на чемпионате Канады в спринте, а через год выиграла чемпионат Альберты и заняла 3-е место на чемпионате Канады в многоборье. За три года она сменила трёх тренеров, а в 1992 году в команду пришла голландский тренер Ингрид Пол, у которой Лиепа начала тренироваться. 
В 1993 году она впервые поднялась на 1-е место на чемпионате Канады в многоборье и дебютировала на Кубке мира и на чемпионате мира по классическому многоборью в Берлине, где заняла 17-е место. В 1994 году на чемпионате мира в Бьютте поднялась на 10-е место в многоборье и следом участвовала на своих первых зимних Олимпийских играх в Лиллехаммере на четырёх дистанциях. Лучшее 15-е место заняла в забеге на 3000 м, следом 16-е на 5000 м и 28-е на 1000 и 1500 м.
В 1995 году, после очередного 1-го места на чемпионате Канады в многоборье Лиепа отправилась на чемпионате мира по классическому многоборью, где заняла 22-е место. В 1996 году в третий раз стала чемпионкой Канады и заняла 9-е лучшее место на чемпионате мира в Инцелле. В марте участвовала на первом чемпионате мира на отдельных дистанциях и заняла 16-е места на дистанциях 1500 и 3000 м. В 1997 году Ингрид в четвёртый раз выиграла многоборье на чемпионате страны и на чемпионате мира в Нагано финишировала 28-й. В феврале 1998 года участвовала на зимних Олимпийских играх в Нагано, где заняла 24-е место в забеге на 1500 м и 25-е на 3000 м. В том же году решила официально завершить карьеру.

## Карьера эколога
Ингрид Лиепа в 1990 году окончила Университет Ватерлоо с отличием в степени бакалавра на факультете экологических исследовании. В 1993 году получила степень бакалавра на юридическом факультете в Университете Калгари. С 1995 по 2002 год была старшим советником по экологическим юридическим вопросам в корпорации "TransAlta". Управляла общекорпоративной системой управления нормативными изменениями и проблемами окружающей среды, здоровья и безопасности. Следом в течение года проработала консультантом в Канадской ассоциации электроэнергетики и центру по изменению климата. Провела исследование и написала два крупных дискуссионных документа. С 2002 по 2005 год состояла в Канадском совете министров окружающей среды и работала менеджером проекта "Стратегический альянс чистого воздуха". Также была координатором проекта Канадской коалиции по охране здоровья животных. С 2007 года и по-настоящее время является координатором и менеджером проектов в разных компаниях по климату и экологии. С 2019 по 2021 год была ведущим научным сотрудником в Институте сельского развития Колумбийского бассейна. С ноября 2022 года и по-настоящее время работает специалистом по изменению климата в компании "KPMG" Канада. Лиепа регулярно публикует статьи, описывающие истории интересных людей, мест, проектов и идей в Кимберли.

## Награды
- 4 октября 2019 год - лауреат премии "CBEEN" за выдающиеся достижения в области экологического образования в канадском бассейне реки Колумбия.

## Внешние ссылки
- - Профиль на сайте Международного союза конькобежцев isu
- - Результаты на the-sports.org
- - профиль на сайте Олимпийского комитета Канады
- - Статистика на schaatsstatistieken.nl